# 木村和司
木村 和司（きむら かずし、1958年7月19日 - ）は、広島県広島市南区出身の元プロサッカー選手、サッカー解説者、サッカー指導者。現役時代のポジションはミッドフィールダー（攻撃的MF）、フォワード（ウイング）。元日本代表。日本サッカー元祖10番。
日本サッカー協会公認S級ライセンス所持。国際Aマッチ6試合連続ゴールは日本代表連続得点記録（2020年時点）。

## 経歴

### 初期、大学時代
広島市立大河小学校（広島大河FC）–広島市立翠町中学校を経て、県立広島工業高校（通称：県工）に進学。攻撃的サッカーで名を馳せた県工の右ウイング、中心選手として1975年度の高校選手権でベスト4の成績を残した。
1977年、明治大学二部政治経済学部へ入学し、サッカー部に所属。同期には佐々木則夫がいる。
当時の明大サッカー部は関東大学サッカーリーグの二部。同年、U-19サッカー日本代表としてAFCユース選手権出場。1979年明大2年で全日本（日本代表）入りし、日本で開催された第2回ワールドユース選手権に「ワシより年下でうまい選手なんかおらんで」と、国立競技場にマラドーナを見に行った。当時の代表監督・渡辺正と同郷でもあったため、大学卒業後は新日本製鐵サッカー部入りが確実とされた。他にも読売からオファーが有り、読売入りに傾いていたが、日産自動車サッカー部の加茂周監督と面会したことで、1981年（昭和56年）に高校の先輩・金田喜稔も所属していた日本サッカーリーグ（JSL）二部の日産へ入団した。

### 日産時代
日産では社員として、サッカー以外の時間はデスクワークなどをこなしていた。1981年4月5日の富士通戦でデビュー。チームのJSL一部再昇格に貢献。加入後やや伸び悩んだが、1983年（昭和58年）に加茂監督により、右ウイングから攻撃的MFにコンバートされるとゲームメーカーとしての才能が開花し、大きく成長を遂げた。また、チームも優勝を逃したものの、前年度の8位から2位へと躍進、同シーズンの天皇杯決勝ではゴールチャンスを演出し、ヤンマーを2-0と破り初タイトルを獲得した。
1983年、1984年（昭和59年）と二年連続フットボーラー・オブ・ザ・イヤー受賞。元毎日新聞東京本社運動部長でスポーツライターの石川泰司は1985年当時、日本プロ野球界の若きスーパースターで、木村と誕生日も3日しか違わない同世代の原辰徳を引き合いに出し、「木村和司君と電車に乗り合わせたとき、『アッ、サッカーの木村だ』と気がつくのは『狂』の字のつくサッカーファンに限られるだろう。例えば巨人軍のハラタツ君（原辰徳）だったら、お騒ぎになることうけ合いだ。この木村君も釜本（釜本邦茂）なき日本サッカーのエース、世が世なら、つまり日本にプロサッカーがあろうものならスーパースターであるべき人なのだ。二年連続のフットボーラー・オブ・ザ・イヤー、つまりMVPとはハラタツ君など及びもつかない実績（中略）サッカー途上国の日本を見限って外国プロになる選手もいる時代。しかし26歳にして二女の父『一番大事なのは家庭』という木村君は西ドイツからの誘いを断った（中略）メキシコ・オリンピック3位直後のサッカー・ブームをとり戻すためには、第一に日本が国際レベルで勝たねばならない。そして第二に皆さんが、なかなか男前のこの顔を『サッカーの木村だ』と知らなければならない」などと書いた。
1986年（昭和61年）、当時導入されたのプロサッカー選手登録制度「スペシャル・ライセンス・プレーヤー」の第1号選手となる。「奥寺（康彦）さんがプロのまま日本リーグに戻ってくるなら、わしもプロにしてくれ」と木村自ら名乗り出たものだった。年俸は1200万円。しかしこの頃から不調に陥り精彩を欠くようになり、日本代表からも外れた。1986年1月1日の天皇杯決勝、フジタ工業戦では先制ゴールを決め、チームに優勝をもたらした 。日産の日本リーグ・JSLカップ・天皇杯の三冠達成、木村自身も復調し、1988-89シーズン、11節の全日空戦では、木村としては珍しいヘディングでのゴールを決め。1989年の日本リーグ年間最優秀選手賞に5年ぶりに返り咲き健在をアピールしたが、日本代表に再び招集されることはなかった。1990年、日本サッカーリーグ25周年を記念して開催されたバイエルン・ミュンヘンとの親善試合では、日本選抜としてクラウス・アウゲンターラーをかわして先制ゴールを挙げた。同年のJSLカップ決勝、古河電工戦ではチームの3点目を決めて優勝に貢献した。
1991年、これまでレギュラーを務めてきたが、前期でチームは低迷したため、後期のリーグ戦ではオスカー監督がチームのテコ入れを図るため、ベンチスタートにさせることもあった。清水監督が就任すると再びレギュラーに返り咲き、1992年元旦、天皇杯決勝の読売戦では、延長戦に入りこぼれ球をペナルティーエリア外からのボレーシュートで決めて、これが決勝点となった。1993年元旦、第72回天皇杯決勝の読売戦では、1点目の水沼のゴールのきっかけを作ると、延長戦ではCKで神野卓哉の決勝ゴールをアシストした。

### マリノス発足後
1993年、Jリーグ発足に伴って横浜マリノス（現：横浜F・マリノス）と契約。「ミスター・マリノス」と呼ばれた。Jリーグ開幕戦となったヴェルディ川崎戦では先発フル出場、ショートコーナーからエヴァートンの同点ゴールをアシスト、更にディアスの決勝ゴールの起点となった。6月30日の浦和レッズ戦で巧みなループシュートから、Jリーグ初ゴールにしてJリーグでは唯一のゴールを決めた。7月17日にはＪリーグオールスターサッカーに7番を着用して先発出場、スルーパスで三浦知良のゴールをアシストした。後期の開幕戦となったヴェルディ戦では、スルーパスでディアスのゴールをアシストして3-0で勝利、（当時拮抗した試合が多かった両チームの対戦としては）記録的大勝に貢献した。この年、怪我離脱することも多かったが、特にディアスと良いコンビネーションのプレーを見せるなど、年間を通じてパスやFKから多くのアシストを決めた。
1994年11月5日のサンフレッチェ広島戦で63分から出場、その後もベンチ入りはするも、この試合がリーグ戦での最後の試合出場となった。天皇杯では1回戦の北陸電力戦で現役最後のゴールを挙げ、準決勝まで勝ち上がり、準決勝のセレッソ大阪戦に先発出場したが、大きな見せ場を作れないまま、85分に山田隆裕との交代となった。この試合は1-2と破れ、これが現役最後の公式戦となった。同年12月27日、ひらめいたという理由で現役引退を発表した。引退会見では引退という表現を嫌い、卒業という言葉を用いた。「もっとサッカーが上手くなりたいです」という言葉を残し、その飽くなき向上心は記者・ファンに強い印象を残した。1995年7月30日、三ツ沢公園球技場でライバルチームであったヴェルディ川崎(現役選手やジョージ与那城らOBからなる)との引退試合が開催された。

## 代表経歴
1979年（昭和54年）、明治大学2年で日本代表入りすると、同年5月27日のフィオレンティーナとのフレンドリーマッチで先発出場、初出場を果たし、以降代表チームの常連となった。1982年1月20日のゼロックス・スーパーサッカー、ディエゴ・マラドーナを擁したボカ・ジュニアーズ戦では直接FKからゴールを奪った。1983年（昭和58年）のロサンゼルス五輪予選前までは、右ウイングのスペシャリストとしてプレーしたが、所属クラブと同様に攻撃的MFとなり、攻撃の核となって80年代半ばの日本代表を支えた。1984年、アウエー韓国で開催された第12回の日韓定期戦では直接FKで得点を挙げ、アウエーの地では初となる日韓戦の勝利に貢献した。
1985年2月23日メキシコＷ杯アジア1次予選では、第1戦シンガポール戦でCKから直接ゴールを挙げた。4月30日に平壌で開催された北朝鮮戦では、相手選手との競り合いで脳震盪を起こし、口からは泡を出すなど、約40分間意識が戻らず、救急車で病院に運ばれ入院した。5月18日の第4戦シンガポール戦から、同年10月26日メキシコＷ杯アジア最終予選第1戦韓国戦まで、1985年の1年間だけで国際Aマッチ6試合連続ゴールを成し遂げた。これは未だに日本代表連続得点記録である(2011年時点)。1987年（昭和62年）のソウル五輪予選前に、プレー振りが低調であったため、石井義信監督は悩んだ末に木村を外す決断を下した。
1989年には5年ぶりに日本リーグの年間最優秀選手賞に返り咲くなど復調したが、代表に招集されることはかった。1993年にドーハで開催されたワールドカップアジア最終予選時、代表監督を務めていたハンス・オフトはラモス瑠偉の控えとして招集を検討していたが、実際に選出される事はなかった。ラモス瑠偉は仮にワールドカップ出場権を得られても代表引退を考えていたこともあり、出場権を得れば、オフトが自分の代わりにワールドカップ本大会のメンバーに木村を招集するだろうと考えていた。しかし、出場権を得られなかったことを前述の理由もあり謝罪したという。

### 指導者時代
引退後は指導者をめざし、1997年（平成9年）にS級ライセンスを取得。2001年（平成13年）にはフットサル日本代表の監督を務めた。また、夫人とともに有限会社シュートを設立し（夫人が社長）、サッカーの解説業（主にNHK BS1「Jリーグ」解説）やサッカースクールなどの運営を行った。2007年（平成19年）には横河武蔵野FCのスーパーバイザーを務めた。
2010年（平成22年）シーズンより横浜FMの監督に就任。自身初の監督業挑戦となった。1年目は8位に留まり、2年目の2011年（平成23年）はシーズン中旬まで優勝争いをしていたが秋に入ってから失速し5位に終わる。同年12月29日の天皇杯準決勝で敗れ翌年のACL出場が消滅し、翌12月30日に解任された。
一方で2011年のリーグ戦5位という成績は横浜FMが最後に優勝した2004年以降では最高の成績で、賞金圏内は2007年以来4年ぶりであったが、後半戦の失速を立て直せなかったことや、結果に拘るために守備的なサッカーをしたことが「内容がない」と判断され解任となった。その後、うつに襲われるようになったという。
2012年よりサッカー解説者として活動しており、NHK BS1「プレミアリーグ」で「ゲスト解説」扱いで務めており、2014年から正式に専属解説に復帰した。
2015年1月に体調不良を訴え、脳梗塞で病院に運ばれたことが、同年3月になって公表された。同年8月、NHKBS1 ドイツ・ブンデスリーガ開幕節「ドルトムント×メンヘングラートバッハ」の解説より復帰した。
2020年9月10日、これまでの日本サッカー界への功績が評価され、日本サッカー殿堂入りすることが発表された。

## 人物・プレースタイル
- 高校や大学、日産加入当初はウインガーとしてプレーしていたが、1983年（昭和58年）に同じウイングを専門とする水沼貴史の入団をきっかけに、加茂周監督によって攻撃的MFにコンバート。以降、ゲームメーカーとして中盤に君臨し日産黄金時代を築く原動力となった[52][53]。ラモス瑠偉らと共に日本サッカー冬の時代を支えた選手の一人であり、「日産の背番号10といえば木村和司」と言わしめ、80年代半ばには日産のみならず、「日本の10番といえば木村和司」、当時の代表は「木村のチーム」とまで言わしめた程の存在であった[54][55][56][57][58]。ラモス瑠偉も「和司たちの全日本は私たちのあこがれで、和司が付けていた背番号10をもらって、その10番に恥をかかせないように一生懸命やった」等と述べている[59]。1983年（昭和58年）、1984年（昭和59年）、二年連続日本年間最優秀選手賞（フットボーラー・オブ・ザ・イヤー）、さらに1989年も同賞受賞。三度の受賞は釜本邦茂7度に次ぐ杉山隆一と並ぶ史上2位。1984年アシスト王、アシスト数12はJSL記録。
- 現役時代はフリーキックの名手として知られた[2][6][60]。自由自在にボールをコントロールできるフリーキックは、いまだかつて日本人プレイヤーが見せたことのないものだった[14]。その正確なボールコントロールと鋭い変化から「魔術師」の異名で呼ばれ、日本リーグ、国際試合で数々の名場面を作り上げた。特に1985年（昭和60年）、ワールドカップメキシコ大会最終予選のホーム韓国戦、試合には敗れワールドカップに出場できなかったものの、40メートル手前からみせたフリーキックは、80年代の日本サッカーにおける屈指の名シーンとして伝説化しており[2][61]、現在でもサッカー番組でフリーキックが特集される際には、必ずといっていいほど紹介されている[62][63][64]。中村俊輔も木村に憧れ、中学時代に木村の練習を見て「（シュートが）どれだけ曲がって落ちるのかという衝撃とフリーキッカーの格好良さ」を覚えたという[65]。高橋陽一は、日本代表の試合で「パッと頭に浮かぶのは、あの木村和司さんの直接フリーキック」と述べている[66]。出身地の広島を拠点とする中国新聞では「フリーキック自由自在」というコラムを設けていた。
フリーキックを蹴り始めるきっかけは、テレビでブラジル代表のペレやリベリーノ、ジーコがFKで直接ゴールに放り込むのを見て、大学在籍時に、遊びとして練習に励んだ[11]。足の甲は蹴り過ぎで変型しているという。もともと高校時代はウイングだったため、センタリング（クロス）は、インフロント（足甲の内側）部分を多用する事もあり、それがFKに生かされた。当時の日本にはまだ、FKを直接決める事で有名な選手はいなかった。1980年代当時、芸術的なフリーキックは世界のサッカーでは目にしても、日本サッカーでは、フリーキックが話題になることは、ほとんどなかった[60]。本格的に練習し始めたのは日産に入ってからで、チームが特注で作ってくれた鉄骨を組み合わせたものにネットをつけた簡単な壁を置いて練習した。練習相手に選んだのが新人だった松永成立。最初はヘタでどこに蹴っても入っていたが、練習してるうち段々松永が上手くなって、両方がいろいろ考え始めて上達していく相乗効果があったという。冗談で「シゲ（松永）はワシとしょっちゅう練習していたから日本代表に入れたんだ」とよく言った[62][67]。
- 木村が代表のスター選手だった1984年（昭和59年）夏、佐山一郎は雑誌『Number』からの依頼で木村にインタビューを申し込んだ。日産の広報の担当者にそれを話すと、サッカーの専門誌以外から取材が来たのは初めてと驚かれた。当時のサッカーは『Number』ですら同じ年9月20日号の釜本邦茂引退記念号で初めてサッカー特集が成立するというマイナー状況だった。「大丈夫ですか、慣れていないから喋んないかもしれませんよ」と言われインタビューをすると、実際木村はほとんど喋らず、答えたあとに意味不明の笑いが漏れだすのにも驚嘆した。しかし会うたび喋るのがうまくなったという[68]。

## エピソード
- 明治大学時代の同期生であるサッカー日本女子代表監督の佐々木則夫とは、同じ寮で過ごした仲間であり今でも親交が深い。なでしこジャパンが初優勝を決めたワールドカップ決勝戦の試合も、その日は直前に自身が指揮する横浜F・マリノスの試合があったにも関わらず、試合後にほぼ徹夜でテレビ観戦しており、なでしこジャパンと佐々木にも「ホントにすごい。たいしたもんよ。世界一だからな。日本一とは違うよ。涙も出てきて感動した。ただ、眠い」と祝福のコメントをした[8]。
- 木村の夫人は、サッカーファンが多くはなかった1960年代、日本サッカーリーグ（JSL）創設の頃からのサッカーの追っかけで、まだ原宿の岸記念体育会館の小さな一室にあったサッカー協会（JFA）に、全日本（日本代表）の勝利を祈り千羽鶴を持ってきたり、よく遊びに来ていた一人だったという[69]。
- 1979年明大2年で全日本（日本代表）入りし、日本で開催された第2回ワールドユース選手権に「ワシより年下でうまい選手なんかおらんで」と、国立競技場にマラドーナを見に行った[3]。マラドーナとは後にピッチ上で対戦したが[59][70][36]、木村は「初めてわしよりうまいと思った。わしら世代には特別な選手」[70]、木村はペレやクライフ、ベッケンバウアーらとも対戦経験があるが「間違いなく今まで対戦した中でマラドーナがNo.1」と断言した[36]。原博実は「同じようなポジションの和司だとか金田さん（金田喜稔）とかは、マラドーナのああいったプレーがどこかヒントになって、その後にも活かしていたんだろうなって思う」と述べている[37]。
- 関東に住んで長いが、未だに広島弁交じりの語り口[3][71]。マリノス監督時にもその広島弁を交えたコメントが話題となった[54][72][73]。監督就任時のコメント「わしが何とかしちゃる」のメッセージ入りTシャツや「和」のロゴ入りTシャツが商品化されよく売れた。また木村がよく使う言葉で広島弁で「相手を翻弄する」という意味合いを持つ「ちゃぶる」[74]もグッズ化の計画が上がり、Jリーグ日本人監督のグッズが次々と誕生するのは異例の事態であった[75]。

## 所属クラブ
ユース経歴
- 大河FC
- 広島工業高校
- 明治大学

プロ経歴
- 1981年 - 1992年 日産自動車
- 1993年 - 1994年 横浜マリノス

## 個人成績
| 国内大会個人成績 | 国内大会個人成績 | 国内大会個人成績 | 国内大会個人成績 | 国内大会個人成績 | 国内大会個人成績 | 国内大会個人成績 | 国内大会個人成績 | 国内大会個人成績 | 国内大会個人成績 | 国内大会個人成績 | 国内大会個人成績 |
| 年度             | クラブ           | 背番号           | リーグ           | リーグ戦         | リーグ戦         | リーグ杯         | リーグ杯         | オープン杯       | オープン杯       | 期間通算         | 期間通算         |
| 年度             | クラブ           | 背番号           | リーグ           | 出場             | 得点             | 出場             | 得点             | 出場             | 得点             | 出場             | 得点             |
| 日本             | 日本             | 日本             | 日本             | リーグ戦         | リーグ戦         | JSL杯/ナビスコ杯 | JSL杯/ナビスコ杯 | 天皇杯           | 天皇杯           | 期間通算         | 期間通算         |
| ---------------- | ---------------- | ---------------- | ---------------- | ---------------- | ---------------- | ---------------- | ---------------- | ---------------- | ---------------- | ---------------- | ---------------- |
| 1981             | 日産             | 25               | JSL2部           | 18               | 6                | 2                | 2                | 2                | 0                | 22               | 8                |
| 1982             | 日産             | 10               | JSL1部           | 18               | 0                | 0                | 0                | 2                | 2                | 20               | 2                |
| 1983             | 日産             | 10               | JSL1部           | 18               | 5                | 4                | 6                | 5                | 2                | 27               | 13               |
| 1984             | 日産             | 10               | JSL1部           | 17               | 8                | 0                | 0                | 4                | 2                | 21               | 10               |
| 1985             | 日産             | 10               | JSL1部           | 21               | 6                | 4                | 3                | 4                | 3                | 29               | 12               |
| 1986-87          | 日産             | 10               | JSL1部           | 20               | 2                | 5                | 1                | 4                | 1                | 29               | 4                |
| 1987-88          | 日産             | 10               | JSL1部           | 14               | 1                | 1                | 0                | 3                | 1                | 18               | 2                |
| 1988-89          | 日産             | 10               | JSL1部           | 22               | 8                | 5                | 4                | 5                | 1                | 32               | 13               |
| 1989-90          | 日産             | 10               | JSL1部           | 22               | 8                | 4                | 1                | 5                | 0                | 31               | 5                |
| 1990-91          | 日産             | 10               | JSL1部           | 10               | 3                | 4                | 2                | 4                | 2                | 18               | 7                |
| 1991-92          | 日産             | 10               | JSL1部           | 22               | 3                | 3                | 1                | 5                | 1                | 30               | 5                |
| 1992             | 横浜M            | -                | J                | -                | -                | 9                | 0                | 5                | 3                | 14               | 3                |
| 1993             | 横浜M            | -                | J                | 21               | 1                | 2                | 0                | 1                | 0                | 24               | 1                |
| 1994             | 横浜M            | -                | J                | 10               | 0                | 3                | 0                | 4                | 1                | 17               | 1                |
| 通算             | 日本             | 日本             | J                | 31               | 1                | 14               | 0                | 10               | 4                | 55               | 5                |
| 通算             | 日本             | 日本             | JSL1部           | 202              | 44               | 30               | 18               | 41               | 18               | 273              | 80               |
| 通算             | 日本             | 日本             | JSL2部           | 18               | 6                | 2                | 2                | 2                | 0                | 22               | 8                |
| 総通算           | 総通算           | 総通算           | 総通算           | 251              | 51               | 46               | 20               | 53               | 22               | 350              | 93               |

・JSL東西対抗戦(オールスターサッカー)　7回出場：1982年、1984年、1986年、1987年、1989年、1991年、1992年
・JSL東西対抗戦(オールスターサッカー)　4得点：1982年、1984年、1989年、1992年
その他の公式戦
- 1990年（平成2年）
  - コニカカップ 6試合0得点
- 1991年（平成3年）
  - コニカカップ 7試合2得点
- 1992年（平成4年）
  - ゼロックス・チャンピオンズ・カップ 1試合0得点

## タイトル

### 日産自動車
- MVP3回 (1983年、1984年、1989年)
- 日本サッカーリーグ優勝 2回 (1988-1989、1989-1990)
- JSLカップ優勝 3回 (1988年、1989年、1990年)
- 天皇杯優勝 5回 (1983年、1985年、1988年、1989年、1991年)
- アジアカップウィナーズカップ優勝 1回 (1991-1992)
- アシスト王 (1984年)
- JSL東西対抗戦（オールスター戦）最優秀選手賞 2回 (1982年、1989年)
  - 日本リーグ1部通算202試合44得点

### 横浜マリノス
- 天皇杯優勝 1回 (1992年)
- アジアカップウィナーズカップ優勝 1回 (1992-1993)
- 日本年間最優秀選手賞 (1983年、1984年、1989年)
  - Jリーグ通算31試合1得点

## 代表歴

### 出場大会など
- モスクワオリンピック予選
- 1982 FIFAワールドカップ・アジア・オセアニア予選
- アジア競技大会(1982,1986)
- ロサンゼルスオリンピック予選
- 1986 FIFAワールドカップ・アジア予選

### 試合数
- 国際Aマッチ 54試合 26得点(1979-1987)[1]

| 日本代表 | 国際Aマッチ | 国際Aマッチ | その他 | その他 | 期間通算 | 期間通算 |
| 年       | 出場        | 得点        | 出場   | 得点   | 出場     | 得点     |
| -------- | ----------- | ----------- | ------ | ------ | -------- | -------- |
| 1979     | 3           | 0           | 9      | 0      | 12       | 0        |
| 1980     | 9           | 4           | 11     | 1      | 20       | 5        |
| 1981     | 1           | 0           | 0      | 0      | 1        | 0        |
| 1982     | 8           | 1           | 16     | 4      | 24       | 5        |
| 1983     | 10          | 8           | 18     | 4      | 28       | 12       |
| 1984     | 7           | 4           | 5      | 2      | 12       | 6        |
| 1985     | 10          | 7           | 8      | 3      | 18       | 10       |
| 1986     | 6           | 2           | 6      | 1      | 12       | 3        |
| 1987     | 0           | 0           | 3      | 0      | 3        | 0        |
| 通算     | 54          | 26          | 76     | 15     | 130      | 41       |

### 出場
| No. | 開催日         | 開催都市             | スタジアム                         | 対戦相手             | 結果       | 監督     | 大会               |
| --- | -------------- | -------------------- | ---------------------------------- | -------------------- | ---------- | -------- | ------------------ |
| 1.  | 1979年05月31日 | 東京都               | 国立西が丘サッカー場               | インドネシア         | ○4-0       | 下村幸男 | ジャパンカップ     |
| 2.  | 1979年06月16日 | ソウル               |                                    | 韓国                 | ●1-4       | 下村幸男 | 日韓定期戦         |
| 3.  | 1979年08月23日 | 平壌                 |                                    | 北朝鮮               | △0-0       | 下村幸男 | 国際親善試合       |
| 4.  | 1980年03月22日 | クアラルンプール     |                                    | 韓国                 | ●1-3       | 下村幸男 | オリンピック予選   |
| 5.  | 1980年03月24日 | クアラルンプール     |                                    | フィリピン           | ○10-0      | 下村幸男 | オリンピック予選   |
| 6.  | 1980年03月28日 | クアラルンプール     |                                    | インドネシア         | ○2-0       | 下村幸男 | オリンピック予選   |
| 7.  | 1980年03月30日 | クアラルンプール     |                                    | マレーシア           | △1-1       | 下村幸男 | オリンピック予選   |
| 8.  | 1980年04月02日 | クアラルンプール     |                                    | ブルネイ             | ○2-1       | 下村幸男 | オリンピック予選   |
| 9.  | 1980年12月22日 | 香港                 |                                    | シンガポール         | ○1-0       | 川淵三郎 | ワールドカップ予選 |
| 10. | 1980年12月26日 | 香港                 |                                    | 中華人民共和国       | ●0-1       | 川淵三郎 | ワールドカップ予選 |
| 11. | 1980年12月28日 | 香港                 |                                    | マカオ               | ○3-0       | 川淵三郎 | ワールドカップ予選 |
| 12. | 1980年12月30日 | 香港                 |                                    | 北朝鮮               | ●0-1(延長) | 川淵三郎 | ワールドカップ予選 |
| 13. | 1981年03月08日 | 東京都               | 国立霞ヶ丘競技場陸上競技場         | 韓国                 | ●0-1       | 川淵三郎 | 日韓定期戦         |
| 14. | 1982年03月21日 | ソウル               |                                    | 韓国                 | ●0-3       | 森孝慈   | 日韓定期戦         |
| 15. | 1982年06月02日 | 広島県               | 広島県総合グランドメインスタジアム | シンガポール         | ○2-0       | 森孝慈   | ジャパンカップ     |
| 16. | 1982年07月15日 | スチャバ             |                                    | ルーマニア           | ●0-4       | 森孝慈   | 国際親善試合       |
| 17. | 1982年07月18日 | ブカレスト           |                                    | ルーマニア           | ●1-3       | 森孝慈   | 国際親善試合       |
| 18. | 1982年11月21日 | ニューデリー         |                                    | イラン               | ○1-0       | 森孝慈   | アジア大会         |
| 19. | 1982年11月23日 | ニューデリー         |                                    | 南イエメン           | ○3-1       | 森孝慈   | アジア大会         |
| 20. | 1982年11月25日 | ニューデリー         |                                    | 韓国                 | ○2-1       | 森孝慈   | アジア大会         |
| 21. | 1982年11月28日 | ニューデリー         |                                    | イラク               | ●0-1(延長) | 森孝慈   | アジア大会         |
| 22. | 1983年02月12日 | ダマスカス           |                                    | シリア               | △2-2       | 森孝慈   | 国際親善試合       |
| 23. | 1983年02月25日 | ドーハ               |                                    | カタール             | ●0-1       | 森孝慈   | 国際親善試合       |
| 24. | 1983年03月06日 | 東京都               | 国立霞ヶ丘競技場陸上競技場         | 韓国                 | △1-1       | 森孝慈   | 日韓定期戦         |
| 25. | 1983年06月07日 | 東京都               | 国立霞ヶ丘競技場陸上競技場         | シリア               | ○1-0       | 森孝慈   | ジャパンカップ     |
| 26. | 1983年09月04日 | 東京都               | 国立霞ヶ丘競技場陸上競技場         | フィリピン           | ○7-0       | 森孝慈   | オリンピック予選   |
| 27. | 1983年09月07日 | 東京都               | 国立霞ヶ丘競技場陸上競技場         | フィリピン           | ○10-1      | 森孝慈   | オリンピック予選   |
| 28. | 1983年09月15日 | 東京都               | 国立霞ヶ丘競技場陸上競技場         | チャイニーズタイペイ | ○2-0       | 森孝慈   | オリンピック予選   |
| 29. | 1983年09月20日 | 台北                 |                                    | チャイニーズタイペイ | △1-1       | 森孝慈   | オリンピック予選   |
| 30. | 1983年09月25日 | オークランド         |                                    | ニュージーランド     | ●1-3       | 森孝慈   | オリンピック予選   |
| 31. | 1983年10月07日 | 東京都               | 国立霞ヶ丘競技場陸上競技場         | ニュージーランド     | ●0-1       | 森孝慈   | オリンピック予選   |
| 32. | 1984年03月06日 | バンダルスリブガワン |                                    | ブルネイ             | ○7-1       | 森孝慈   | 国際親善試合       |
| 33. | 1984年04月15日 | シンガポール         |                                    | タイ                 | ●2-5       | 森孝慈   | オリンピック予選   |
| 34. | 1984年04月18日 | シンガポール         |                                    | マレーシア           | ●1-2       | 森孝慈   | オリンピック予選   |
| 35. | 1984年04月21日 | シンガポール         |                                    | イラク               | ●1-2       | 森孝慈   | オリンピック予選   |
| 36. | 1984年04月26日 | シンガポール         |                                    | カタール             | ●1-2       | 森孝慈   | オリンピック予選   |
| 37. | 1984年05月31日 | 埼玉県               | さいたま市大宮公園サッカー場       | 中華人民共和国       | ○1-0       | 森孝慈   | ジャパンカップ     |
| 38. | 1984年09月30日 | ソウル               |                                    | 韓国                 | ○2-1       | 森孝慈   | 日韓定期戦         |
| 39. | 1985年02月23日 | シンガポール         |                                    | シンガポール         | ○3-1       | 森孝慈   | ワールドカップ予選 |
| 40. | 1985年03月21日 | 東京都               | 国立霞ヶ丘競技場陸上競技場         | 北朝鮮               | ○1-0       | 森孝慈   | ワールドカップ予選 |
| 41. | 1985年04月30日 | 平壌                 |                                    | 北朝鮮               | △0-0       | 森孝慈   | ワールドカップ予選 |
| 42. | 1985年05月18日 | 東京都               | 国立霞ヶ丘競技場陸上競技場         | シンガポール         | ○5-0       | 森孝慈   | ワールドカップ予選 |
| 43. | 1985年05月26日 | 東京都               | 国立霞ヶ丘競技場陸上競技場         | ウルグアイ           | ●1-4       | 森孝慈   | キリンカップ       |
| 44. | 1985年06月04日 | 愛知県               | 名古屋市瑞穂公園陸上競技場         | マレーシア           | ○3-0       | 森孝慈   | キリンカップ       |
| 45. | 1985年08月11日 | 愛知県               | 神戸総合運動公園ユニバー記念競技場 | 香港                 | ○3-0       | 森孝慈   | ワールドカップ予選 |
| 46. | 1985年09月22日 | 香港                 |                                    | 香港                 | ○2-1       | 森孝慈   | ワールドカップ予選 |
| 47. | 1985年10月26日 | 東京都               | 国立霞ヶ丘競技場陸上競技場         | 韓国                 | ●1-2       | 森孝慈   | ワールドカップ予選 |
| 48. | 1985年11月03日 | ソウル               |                                    | 韓国                 | ●0-1       | 森孝慈   | ワールドカップ予選 |
| 49. | 1986年07月25日 | クアラルンプール     |                                    | シリア               | ○2-1       | 石井義信 | ムルデカ大会       |
| 50. | 1986年08月01日 | クアラルンプール     |                                    | マレーシア           | ●1-2(延長) | 石井義信 | ムルデカ大会       |
| 51. | 1986年09月20日 | 大田                 |                                    | ネパール             | ○5-0       | 石井義信 | アジア大会         |
| 52. | 1986年09月22日 | 大田                 |                                    | イラン               | ●0-2       | 石井義信 | アジア大会         |
| 53. | 1986年09月24日 | 大田                 |                                    | クウェート           | ●0-2       | 石井義信 | アジア大会         |
| 54. | 1986年09月28日 | 大田                 |                                    | バングラデシュ       | ○4-0       | 石井義信 | アジア大会         |

### 得点数
| #  | 年月日         | 開催地                         | 対戦国               | スコア | 結果 | 試合概要                                        |
| -- | -------------- | ------------------------------ | -------------------- | ------ | ---- | ----------------------------------------------- |
| 1  | 1980年3月24日  | マレーシア、クアラルンプール   | フィリピン           | 10-0   | 勝利 | モスクワ五輪予選                                |
| 2  | 1980年3月28日  | マレーシア、クアラルンプール   | インド               | 2-0    | 勝利 | モスクワ五輪予選                                |
| 3  | 1980年12月22日 | 香港                           | シンガポール         | 1-0    | 勝利 | 1982 FIFAワールドカップ・アジア・オセアニア予選 |
| 4  | 1980年12月28日 | 香港                           | マカオ               | 3-0    | 勝利 | 1982 FIFAワールドカップ・アジア・オセアニア予選 |
| 5  | 1982年11月21日 | インド、ニューデリー           | イラン               | 1-0    | 勝利 | アジア競技大会                                  |
| 6  | 1983年9月4日   | 日本、東京                     | フィリピン           | 7-0    | 勝利 | ロサンゼルス五輪予選                            |
| 7  | 1983年9月4日   | 日本、東京                     | フィリピン           | 7-0    | 勝利 | ロサンゼルス五輪予選                            |
| 8  | 1983年9月7日   | 日本、東京                     | フィリピン           | 10-1   | 勝利 | ロサンゼルス五輪予選                            |
| 9  | 1983年9月7日   | 日本、東京                     | フィリピン           | 10-1   | 勝利 | ロサンゼルス五輪予選                            |
| 10 | 1983年9月7日   | 日本、東京                     | フィリピン           | 10-1   | 勝利 | ロサンゼルス五輪予選                            |
| 11 | 1983年9月7日   | 日本、東京                     | フィリピン           | 10-1   | 勝利 | ロサンゼルス五輪予選                            |
| 12 | 1983年9月7日   | 日本、東京                     | フィリピン           | 10-1   | 勝利 | ロサンゼルス五輪予選                            |
| 13 | 1983年9月15日  | 日本、東京                     | チャイニーズタイペイ | 2-0    | 勝利 | ロサンゼルス五輪予選                            |
| 14 | 1984年3月6日   | ブルネイ、バンダルスリブガワン | ブルネイ             | 7-1    | 勝利 | 親善試合                                        |
| 15 | 1984年3月6日   | ブルネイ、バンダルスリブガワン | ブルネイ             | 7-1    | 勝利 | 親善試合                                        |
| 16 | 1984年4月15日  | シンガポール                   | タイ                 | 2-5    | 敗戦 | ロサンゼルス五輪予選                            |
| 17 | 1984年9月30日  | 大韓民国、ソウル               | 韓国                 | 2-1    | 勝利 | 日韓定期戦                                      |
| 18 | 1985年2月23日  | シンガポール                   | シンガポール         | 3-1    | 勝利 | 1986 FIFAワールドカップ・アジア予選             |
| 19 | 1985年5月18日  | 日本、東京                     | シンガポール         | 5-0    | 勝利 | 1986 FIFAワールドカップ・アジア予選             |
| 20 | 1985年5月26日  | 日本、東京                     | ウルグアイ           | 1-4    | 敗戦 | キリンカップ                                    |
| 21 | 1985年6月4日   | 日本、名古屋                   | マレーシア           | 3-0    | 勝利 | キリンカップ                                    |
| 22 | 1985年8月11日  | 日本、神戸                     | 香港                 | 3-0    | 勝利 | 1986 FIFAワールドカップ・アジア予選             |
| 23 | 1985年9月22日  | 香港                           | 香港                 | 2-1    | 勝利 | 1986 FIFAワールドカップ・アジア予選             |
| 24 | 1985年10月26日 | 日本、東京                     | 韓国                 | 1-2    | 敗戦 | 1986 FIFAワールドカップ・アジア予選             |
| 25 | 1986年9月20日  | 大韓民国、太田                 | ネパール             | 5-0    | 勝利 | アジア競技大会                                  |
| 26 | 1986年9月20日  | 大韓民国、太田                 | ネパール             | 5-0    | 勝利 | アジア競技大会                                  |

## 指導者経歴
- 2001年 フットサル日本代表 監督
- 2010年 - 2011年 横浜F・マリノス 監督

## 監督成績
| 年度   | 所属   | クラブ | リーグ戦 | リーグ戦 | リーグ戦 | リーグ戦 | リーグ戦 | リーグ戦 | カップ戦       | カップ戦  |
| 年度   | 所属   | クラブ | 順位     | 試合     | 勝点     | 勝       | 分       | 敗       | ナビスコ杯     | 天皇杯    |
| ------ | ------ | ------ | -------- | -------- | -------- | -------- | -------- | -------- | -------------- | --------- |
| 2010   | J1     | 横浜FM | 8位      | 34       | 51       | 15       | 6        | 13       | 予選リーグ敗退 | 4回戦敗退 |
| 2011   | J1     | 横浜FM | 5位      | 34       | 56       | 16       | 8        | 10       | ベスト8        | ベスト4   |
| J1通算 | J1通算 | J1通算 | -        | 68       | -        | 31       | 14       | 23       |                |           |

## テレビ出演
- NHKBS1  サッカ－放送解説　(不定期出演)
- NHK ワールドカップ解説　(2002年大会、2006年大会、2010年大会、2014年大会、2018年大会)
- 木梨憲武のVS (2005) (ラモス瑠偉との対談)
- 超星艦隊セイザーX 第21話「勝利へのフリーキック」木村和司本人役として出演(2006年2月25日)
- Jの記憶 「#100 1985年10月26日 ワールドカップの扉に手をかけた瞬間」テレビ朝日 (2010)
- 証言ドキュメント 日本サッカーの50年 「W杯への遠い道のり」NHK (2010)
- 人生が変わる1分間の深イイ話 「超アブナイサッカー伝説SP」日本テレビ (2012)
- 天皇杯を彩った侍たち NHK 「木村和司」(2015)
- 爆報!THEフライデー あのスポーツ選手は今…壮絶!引退後の人生SP TBS (2017)
- 岡田武史とレジェンドたちが斬るワールドカップ NHKBS1 (2018)
- 『あの試合をもう一度！スポーツ名勝負』Jリーグ開幕戦『ヴェルディ川崎対横浜マリノス』(試合放送前後のトーク) NHKBS版 (2020年4月5日)
- 『あの試合をもう一度！スポーツ名勝負』Jリーグ開幕戦『ヴェルディ川崎対横浜マリノス』(試合放送前後のトーク、副音声解説者の一人として) NHK総合版 (2020年6月28日) etc.